# Beachwood (Ohio)
Beachwood – miasto w Stanach Zjednoczonych, w hrabstwie Cuyahoga, w stanie Ohio.
Według danych z 2010 r. miejscowość liczyła 11 953 mieszkańców, co oznacza spadek o 1,9% w stosunku do spisu z 2000 roku.

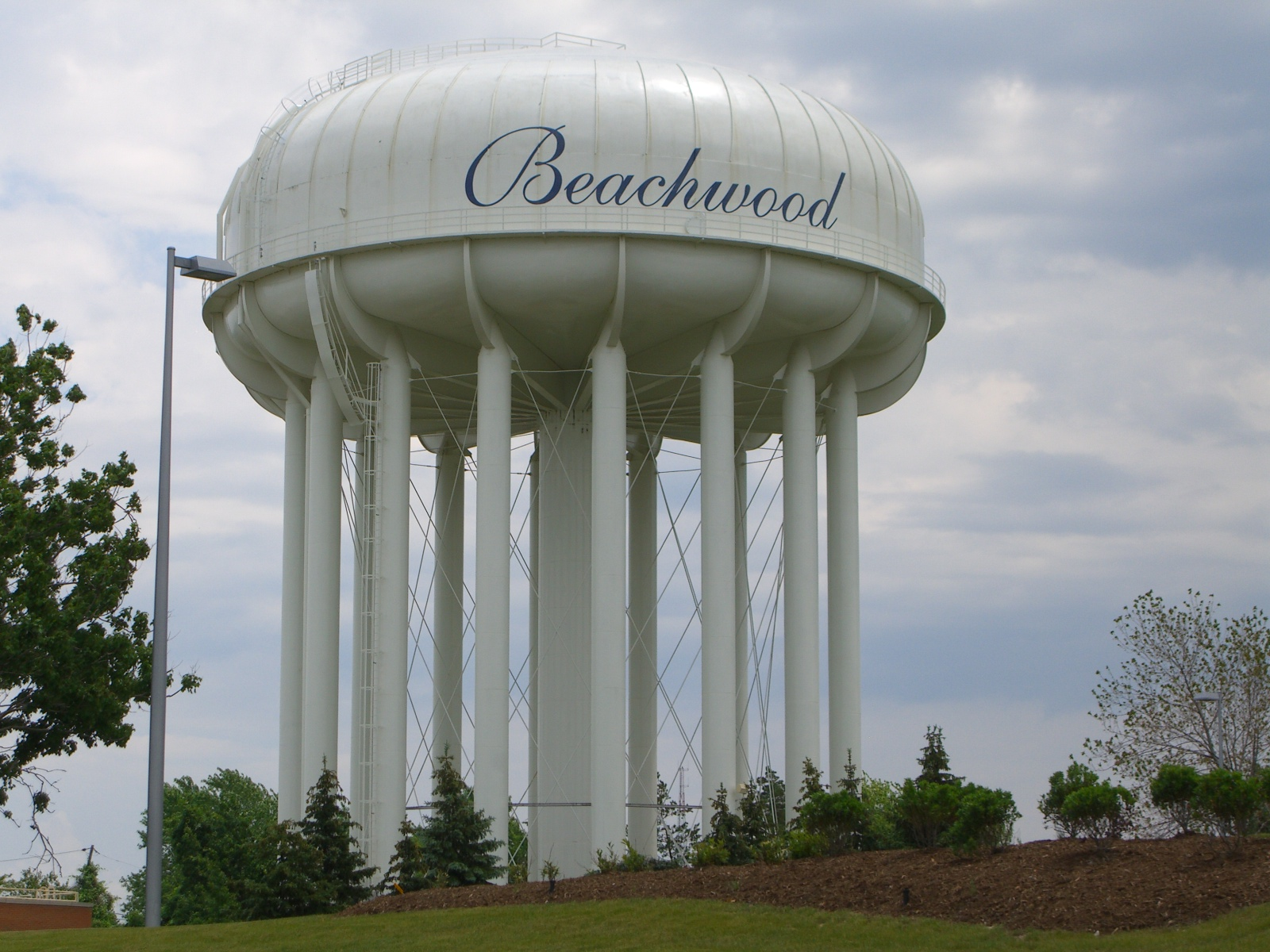
Wieża ciśnień w Beachwood